# Suore scolastiche di San Francesco
Le Suore Scolastiche di San Francesco (in inglese School Sisters of Saint Francis of Milwaukee) sono un istituto religioso femminile di diritto pontificio: i membri di questa congregazione pospongono al loro nome la sigla O.S.F.

## Storia
Nel 1872, all'epoca del kulturkampf, tre suore francescane tedesche (Emma Hoell, Paulina Schmid e Helena Seiter) lasciarono l'orfanotrofio di Schwarzach (a Rheinmünster, nel Baden-Württemberg) e si trasferirono a New Cassel (l'attuale Campbellsport, nel Wisconsin), dove assunsero la direzione della locale scuola parrocchiale: la scuola venne legalmente riconosciuta il 28 aprile del 1874.
Le suore crebbero rapidamente di numero, si diffusero e aprirono altre scuole negli Stati Uniti d'America; nel 1885 trasferirono la casa madre a Winova (Minnesota) e nel 1887, definitivamente, a Milwaukee.
Le Suore Scolastiche di San Francesco ottennero il pontificio decreto di lode il 26 gennaio 1900: l'istituto e le sue costituzioni vennero approvati definitivamente dalla Santa Sede il 4 gennaio 1911. Il 6 marzo 1907 la congregazione venne aggregata all'Ordine dei Frati Minori Cappuccini.

## Attività e diffusione
Le Suore Scolastiche di San Francesco si dedicano all'istruzione ed educazione cristiana della gioventù, all'assistenza all'infanzia abbandonata, alla cura degli anziani e degli ammalati e collaborano alla pastorale parrocchiale.
Sono presenti in Costa Rica, Germania, Guatemala, Honduras, India, Messico, Nicaragua, Perù, Stati Uniti d'America, Svizzera: la sede generalizia è a Milwaukee.
Al 31 dicembre 2005 l'istituto contava 1.175 religiose in 357 case.